# Symplecta (Psiloconopa) rutshuruensis
Symplecta (Psiloconopa) rutshuruensis is een tweevleugelige uit de familie steltmuggen (Limoniidae). De soort komt voor in het Afrotropisch gebied.